# Fabio Da Col
Fabio Da Col (Pieve di Cadore, 12 marzo 1952) è un ex bobbista italiano, atleta attivo negli anni settanta.

## Biografia
Ha partecipato ai campionati europei di bob nel 1976 classificandosi all'ottavo posto, l'anno successivo partecipa ai campionati mondiali di bob finendo al sesto posto.